# Garbagnate Milanese
Garbagnate Milanese – miejscowość i gmina we Włoszech, w regionie Lombardia, w prowincji Mediolan.
Według danych na rok 2004 gminę zamieszkiwały 27 293 osoby, 3411,6 os./km².
Stacja podmiejskiej linii kolejowej LE NORD w Garbagnate Centrum i Garbagnate Parco Groane jest wygodnym połączeniem z Mediolanem (25 minut do centrum Mediolanu), a także punktem dostępu z Mediolanu do obszaru 36 hektarów parku, sąsiadującego bezpośrednio z Garbagnate Milanese.
Linia S1 (Lodi – Saronno);
Linia S3 (Milano Cadorna – Saronno);
Linia S  (Pavia – Garbagnate Milanese);
Park wyposażony jest w liczne ścieżki rowerowe i tereny wzdłuż Canale Villoresi na "niedzielny piknik". Znajdują się tam tereny podmokle, chociaż  częściowo naruszone przez osiedla miejskie. Obszar jest naturalnie bogaty w glinę, stale utrzymująca wodę, tworząc korzystne warunki dla ptaków wodnych i preferujących tereny podmokłe.
Drogi i autostrady
Aby dostać się do Garbagnate autostradą należy opuścić autostradę w Arese. Przez Garbagnate również przebiega z północy na południe droga o nazwie Varesina (SS n. 233). Dróg lokalnych jest ok. 60 km.